# Tethysbaena sanctaecrucis
Tethysbaena sanctaecrucis is een bronkreeftjessoort uit de familie van de Monodellidae. De wetenschappelijke naam van de soort is voor het eerst geldig gepubliceerd in 1976 door Stock.